# Kaldbaksvík
Die Kaldbaksvík in Strandir ist eine Bucht auf der Ostseite der Westfjorde in Island. 
Der Strandavegur, die Straße 643 umrundet die Bucht. Ein Haus dort wurde 1940 aus dem Holz eines älteren Hauses aufgebaut. Es wurde 1967 verlassen und dient jetzt, wie ein anderes, nur noch als Sommerhaus. Das Tal an der Bucht ist stark von Lawinen gefährdet. Der Berg Kaldbakshorn steigt bis auf 508 m an. Weiter im Tal nördlich auf dem Berg Hveratunga gibt es bis zu 72 °C heiße Quellen.